# Propionato de testosterona
Propionato de testosterona (nomes comerciais Testosterona Propionato, Testogar, Testogan, Testoviron, etc) é um esteroide anabolizante, com poder andrógeno. É uma das versões sintéticas da testosterona, porém, com apenas duas cadeias de carbono adicionadas à sua composição, o que torna a vida da versão sintética da testosterona mais curta e de rápida ação no organismo humano.
O esteroide propionato de testosterona não é comercializado através de farmácias no Brasil. Ele pode ser encontrado no composto químico Durateston, porém, em doses baixas. O uso deste esteroide anabolizante é efetivo para tratamento de reposição hormonal, assim como as mais variadas versões sintéticas da testosterona. É comprovado que o propionato e qualquer outra versão sintética da testosterona, assim como o cipionato de testosterona, eleva os níveis de testosterona no corpo humano.

## Uso do propionato de testosterona

### Reposição de testosterona  e uso por fisiculturistas
O propionato de testosterona é encontrado na formulação da Durateston, — um mix de ésteres de testosterona — na dosagem de 30mg. Segundo a lei e defendido pela legislação brasileira, o uso de esteroides é destinado à correção de problemas como a disfunção erétil.
Assim como os outros esteroides, o propionato de testosterona é usado clandestinamente e obtido através de laboratórios clandestinos ou através de laboratórios legalizados em outros países, como o Paraguai e também o México (cujo uso e comercialização em farmácias é liberada pelo governo e pela legislação).

## Artigos relacionados
- Enantato de testosterona
- Decanoato de testosterona
- Cipionato de testosterona